# Liriomyza occipitalis
Liriomyza occipitalis är en tvåvingeart som beskrevs av Friedrich Georg Hendel 1931. Liriomyza occipitalis ingår i släktet Liriomyza och familjen minerarflugor. Arten har ej påträffats i Sverige. Inga underarter finns listade i Catalogue of Life.